# Wa (Ghana)
Wa è una città del Ghana, capoluogo della Regione Nordoccidentale.
È il centro principale del gruppo etnico Wala. La popolazione è prevalentemente musulmana.